# Carole Cook
Carole Cook (Abilene, Texas; 14 de enero de 1924-Beverly Hills, California; 11 de enero de 2023) fue una actriz estadounidense. Además de su trabajo en el cine y la televisión, Cook apareció en Broadway, en producciones como La calle 42.

## Carrera
Mildred Frances Cook era una de los cuatro hijos de Leland Preston ("LP") Cook, Sr. y Maudine Preston. Más tarde se convirtió en una protegida de la actriz y comediante Lucille Ball, quien le dio su nombre artístico de "Carole", por Carole Lombard. Ball fue madrina de honor en la boda de Cook en 1964 con el actor Tom Troupe, con quien estaba casada; la pareja no tuvo hijos.

## Filmografía
| Año  | Película                  |
| 1963 | Palm Springs Weekend      |
| 1964 | The Incredible Mr. Limpet |
| 1977 | The Gauntlet              |
| 1980 | American Gigolo           |
| 1982 | Un amor de verano         |
| 1984 | Sixteen Candles           |
| 1999 | Lost & Found              |
| 2004 | Home on the Range         |
| 2006 | Grey's Anatomy            |
| 2014 | Major Crimes              |
| 2014 | Break a Hip               |

## Vida personal
Cook fue partidaria desde hace mucho tiempo de varias organizaciones contra el SIDA y regularmente aparecía como artista destacada en la edición anual de Los Angeles S.T.A.G.E. beneficio. Con su esposo actor, Tom Troupe, Cook recibió el Premio de Ovación de Teatro 2002 por Lifetime Career Achievement, el primer esposo y esposa en ser honrado. Cook recibió el Distinguished Alumni Award de Baylor University, S.T.A.G.E. Producers Award y Hero in the Fight Against AIDS Award de Richmond / Ermet AIDS Foundation, así como ocho Drama-Logue y Robby Awards.
Cook murió de insuficiencia cardíaca en Beverly Hills, California, el 11 de enero de 2023, a la edad de 98 años, solo tres días antes de cumplir 99.